# Jeunes CGT
Les Jeunes CGT est l'organisme de la Confédération générale du travail à destination des jeunes travailleurs. Il naît en novembre 1968 sous le nom de Centre Confédéral de la Jeunesse (CCJ) avant de se rebaptiser Jeunes CGT en 2003.